# タンブリング (テレビドラマ)
『タンブリング』は、2010年4月17日から6月26日まで毎週土曜19:56 - 20:54に、TBS系の「土曜20時」枠で放送された日本のテレビドラマ。主演は山本裕典。
キャッチコピーは「新体操が、オレ達をオトコにした。」。
「舞台版」についても本項で扱う。

## 概要
学校一のヤンキー軍団がひょんなことから新体操部に入部し、成長していく姿を描いた正統派スポ根青春コメディ。主演の山本裕典はこの作品が連続ドラマ単独初主演となる。また同系列の同時間帯放送のドラマでは、山本と大東俊介が『RESCUE〜特別高度救助隊』（2009年1月 - 3月放送）以来、瀬戸康史と三浦翔平が『恋空』（2008年8月 - 9月放送）以来、いずれも2作目の出演となる。
このドラマではバック転、宙返りといったタンブリングが幾度となく出てくるが、それらは一切吹き替えなしで、出演する役者が約8か月に渡って練習を積んで習得しておりドラマ放送に先がけて制作発表会見で9人構成の新体操を初披露した。ドラマ本編で登場するライバル校は国士舘大学をはじめとする男子新体操の強豪校がゲスト出演しており実際に新体操演技を披露している。
国士舘大学男子新体操部監督の山田小太郎がドラマ及び舞台の新体操指導を行っている。
また舞台版のライバル校で登場する新体操選手は大学のOBで構成されている。

## あらすじ
烏森高校（通称：カラ高）3年の東航は、仲間とつるんでは喧嘩に明け暮れる日々を送る不良少年。ある日、航は2年の単位不足を補うため、部活を始めようとするが、何をやっても続かない。そんな時、クラスの転校生・里中茉莉に一目惚れをし、なおかつ彼女が、女子新体操部に入ったことを知り、航は男子新体操部に仮入部するが、そこはごく少人数での活動であり、女子新体操部の顧問・江崎祥子たちからは「弱小」と馬鹿にされ、体育館も満足に使わせてもらえない状態だった。しかし、1年生の土屋聡史が入部したことを機に、男子新体操部は6人での団体戦に参加することになる。

## キャスト

### 烏森高校

#### 男子新・新体操部
東航
演 - 山本裕典
主人公。3年。赤髪が特徴。10人以上の不良少年を相手に戦えるほどケンカに強い。また「カラ高の頭」と称され、生徒はおろか教師すら恐れている不良少年。ただし、弱い者いじめや校内暴力はしない。母親と2人暮らしで、母・奈都子には頭が上がらない。短気かつ喧嘩っ早いが、女性には弱く単純、また友情にも厚い。2年の単位不足を補うことと一目惚れした憧れの茉莉にお近づきになるため、男子新体操部に入部。最初は男子新体操をバカにしていたが、徐々に悠太たちに対して仲間意識を持つようになり、絆を深めていっている。新体操部に入った時は主将を「竹中」と呼んでいたが、新・新体操部からは「悠太」と呼んでいる。
竹中悠太
演 - 瀬戸康史
本作の語り手。小説版では一人称が「僕」となっているがドラマでは「俺」。3年主将。責任感が強く、心優しい性格。幼少時に見た男子新体操部演技に惹かれ、中学の頃から新体操を始めた。高校進学後に水沢と金子を誘い、男子新体操部を設立。新体操に対する思いは誰よりも強く、団体で出場することがずっと夢であった。鶴見とは中学時代の同級生でライバル。航らが次々と起こす問題に頭を悩ませながらも、徐々に仲間として認めていき、信頼を寄せていく。関東大会へは駒を進めたが惜しくも3位で全国大会へは行けなかったものの、航らのお陰で悔いは無いと語っている他、「まさか東とつるんでるとは思ってもみなかった」と語る。
月森亮介
演 - 三浦翔平
3年。航の不良仲間であり親友。金髪で前髪を縛った髪型が特徴。航とは中学校が別。1年の頃に航と本気で殴り合ったことがある。劣勢だったのに諦めずに挑戦し、航の強さを認めると、航が手を差し伸べ、友達になる。現在では、喧嘩っ早い航をフォローしつつ温かく見守っている。容姿の良さを武器にナンパを繰り返しており、年上好みらしい。軽薄であるものの、要領がよい。犯罪協力を“アルバイト”と紹介した赤羽に激怒したことがある。航の影響で、新体操部に入部。バック転がすぐにできるようになるなど身体能力は高い様子で、水沢からも「センスがある」と太鼓判を押された。
木山龍一郎
演 - 大東俊介（現：大東駿介）
3年。航の不良仲間。硬派でクールな性格から、周囲に一目置かれる一匹狼的存在。髪色は黒。多数の不良少年たちに襲撃されて健闘するも倒れたりしたこともあったが、赤羽、紺野、白峰の3人をひとりで倒すほど航の次に喧嘩に冴えている。中学時代に親しかった友人が自分の起こした喧嘩が原因で殺されたため、以来他人とはあまり関わろうとしなかった。しかし、マネージャーの土屋と航に誘われ新体操部に入部したことを機に少しずつ変わり始める。その友人に生前もらったブレスレットをいつも身に付けている。舞台版では数年後に教師となっている設定だが、ドラマ最終話で柏木に教師になるにはどうすればよいのかという質問をしている。漫画版ではあとがきの1コマしか登場していない。
火野哲也
演 - 西島隆弘
2年。中学から新体操を始め、全日本ジュニアへの出場経験もあるが、個人競技で頂点を極めたいと思っているため、団体戦には無関心。常に落ち着いておりクールだが、協調性は無い。器械体操の元オリンピック選手の父と、同じくオリンピック選手の兄を持つ。幼い頃は器械体操選手だったが兄と比べられ、器械体操での成績が伸びなかったことから新体操に転向した過去を持つ。航たちの支えもあり、確執のあった父とも現在は和解。部員とも打ち解け、笑顔が多く見られるようになる。
土屋聡史
演 - 冨浦智嗣
1年。新入部員。悠太の中学の後輩で、自身も新体操が大好き。悠太を慕っており、明るく純粋で優しい性格。実家は銭湯を営んでおり、新体操部の憩いの場となっている。選手として貴重な戦力であったが、幼い頃から心臓が悪く、新体操による激しい運動を続けると命の保証はないと医師の宣告を受けて泣く泣く退部を決意するが、航が「新体操好きなら辞めるな。マネージャーって道があるだろ」という提案と、知識も豊富、金子に「部の運営を取り仕切る人も必要」と言われ、全員がも賛同したのでマネージャーに転向する（漫画版では大会に出場している）。
水沢拓
演 - 柳下大
3年。中学時代に器械体操を行っていた経験を竹中に買われ、新体操部に入部。そのため悠太とは親友同士。温厚な性格で、部員の長所や弱点を見抜くのがうまく、よく技の指導に当たっている。同性の木山に1年生の頃から密かに恋心を抱いていたが、鷲津の部員に嘲笑されたことを期に部員や他の生徒にそのことが知られてしまい、「部に迷惑がかかる」と退部しようとした。しかし新体操への思いを捨てられず、航たちの説得もあり、部に残る。現在は木山も含め部員との関係は良好で、新体操部の絆を深めたきっかけともなった。なお、演者で唯一当初からバク転ができていた。
日暮里圭児
演 - 賀来賢人
2年。航と亮介の不良仲間で、2人より学年は一つ下。リーゼントヘアが特徴。お調子者で生意気だが、本当は小心者で喧嘩も弱い。航を「アニキ」と呼んで慕っている。初めは航と同じく男子新体操を馬鹿にしていたが、航が真剣に新体操をする姿により入部した。4人兄妹の長男で生活が苦しく、新聞配達のアルバイトで家計を助けている。家業は印刷所で父が入院した時は自身が父に代わって仕事をしている。そのため他部員に遅れをとっていたが、一人で練習をするなど、努力家でもある。金子とは互いに憎まれ口を叩き合う犬猿の仲だったが、最終話では「金子先輩」と彼を敬う気持ちを見せた。航ら3年生の引退後、主将に立候補し、火野に「頑張って部員集めて下さいキャプテン」と皮肉られる。
金子敦
演 - タモト清嵐（少年期：上原伸之介）
3年。坊主頭に眼鏡が特徴。メガネザルと呼ばれている。成績は学年首席で、国立大学を目指している。中学時代の器械体操の経験から男子新体操部に入部。新体操が好きで、知識も豊富。普段から同級生や後輩にも敬語で話すなど（幼馴染の矢代には終始タメ語であった）温厚な性格。航らに憎まれ口を叩き、からかい、航らからいじられるがムードメーカー的な存在。体操を始めたきっかけは、小学生の時、幼なじみである矢代にバック転を教わったことである。

#### 航の不良仲間
第1話では、航、亮介、赤羽、紺野、白峰、日暮里の6人で行動していた。また、別行動の木山とも仲間として認識している。第4話が終了してからは完全に{航、木山、亮介、日暮里}と{赤羽、紺野、白峰}とわかれてしまっている。また、三浦工業高校の緑川や、木山と航を襲う際に赤羽（在学中）は、紺野や白峰のほかにも仲間を連れていた。
赤羽礼治
演 - 伊阪達也
3年。出席番号は東の前で1番（第1話より）。航が率いる不良グループのNo.2。在学中は、前髪を金色に染めて立たせている。また、サングラスをかけているときもある。短気ですぐにだれかに暴力を振るったり卑劣な行いによって、航から注意されることも。航の強さを認めるが、内心では「カラ高の頭」の座を狙っていた。並みの不良相手には持ち前の乱暴さで数人掛かりであっても十分に戦えるが、格上の相手には仲間と共に集団で襲うなど卑怯な手段を用いる。陰湿ないやがらせをしたりもし、タイマンでは航はおろか木山、亮介には敵わない。北川のような暴力団に所属する者とつるんでいたりもする怪しい人物でもある。航が新体操に熱中するようになり徐々に航たちと対立、さらには木山が自身の誘いを無視し続けるのに激昂し、仲間を募って2人を闇討ちするが、鉄パイプで航に大怪我させたことが決定打になり退学処分となり少年院行きとなった。だが後に自らを見捨てた航を恨み、関東大会を襲撃する計画を立てていたが、東らの懸命な訴えと説得により最終的には引き下がり、少しではあるが心を動かされた様子であった。なお、少年院を脱走したのか釈放されたのかは不明で、黒髪で前髪をおろして再登場する。
小説版ではヤクザを刺し、逮捕される。
紺野徹
演 - 沖原一生
白峰和彦
演 - 河嶋健太
上記2名は赤羽の命令を素直に聞く舎弟で、日暮里と同じく2年生。坊主頭が紺野、茶髪で大柄なのが白峰。学年が上の仲間には敬語をつかって接している。喧嘩に強いが、航や木山には歯が立たなかった。航が新体操を始めると徐々に赤羽側に立って彼が頭ではないと思うようになる（第2話）。それでも航たちと一緒に他校の生徒と喧嘩をしたこともあった（第3話の序盤）。赤羽が勝手に他校の生徒を袋叩きにし、木山を巻き込ませたことで航と衝突、そこから赤羽と共に、航たちと完全対立する。それからは航たちには挑発的な言葉遣いになる。出所後の赤羽と合流し再び赤羽と共に行動する。最終回で赤羽共々改心して引き下がった。

#### 女子新体操部
里中茉莉
演 - 岡本あずさ
3年。東たちのクラスに転校してきた美少女。清楚可憐な容姿から、東を始め想いを寄せる男子も多いが本人は無自覚で、最終話では火野にメールアドレスを聞いている。天然ボケで大らかな性格であることもあり、周りから煙たがられている航たちにも気兼ねなく話しかける。東は彼女と会話をする時だけは敬語で話す。ある意味、東が男子新体操を始める切っ掛けとなった人物。
中尾遥香
演 - 入来茉里
佐々木紀子
演 - 伊勢みはと
浅倉葵
演 - 岡本玲
3年。マネージャー。気が強い性格。自身も数年前まで新体操をしていたが、怪我でマネージャーに転向した。

#### 教職員
柏木豊
演 - AKIRA
転任してきた元Jリーガーの教師で、東の担任となる。筋肉質で逞しい外見とは裏腹に、自分の意見も言えない気弱な性格で、生徒に対しても腰が低く敬語で話をしている。新体操の知識は無いにもかかわらず、人の良さに付け込まれて、男子新体操部の顧問を押し付けられた。長髪を後ろ手に結っていることから、航からは「チョンマゲ」と呼ばれる。趣味は園芸。Jリーガー時代は傲慢な性格で仲間を信用せずスタンドプレーを続け、怪我で引退する頃には自分には本当の仲間がいないことに気付かされることとなる。第7話ではそんな自分の過去を火野に語り、彼の心境を変える切っ掛けを作った。新体操に対する知識や経験はないが、その懸命さは部員にも伝わり、最終的には部員からも信頼を置かれる立派な顧問となった。漫画版では、にぎやかな性格で最初から男子新体操部の顧問を務めている。東の店の常連客の1人。
江崎祥子
演 - 国仲涼子
女子新体操部顧問。元全日本選手。厳しくも確かな指導力を持つ。当初は男子新体操部に強い反感を持って邪険に扱い、男子新体操部員からも煙たがられていたが、彼らの姿を見て次第に考えを改め理解していく。東からは「ババァ」呼ばわりされている。色気がなく勝気で男勝りな性格の反面、恋愛に対しては奥手。柏木に想いを寄せている描写がある。
西川
演 - 小林すすむ
東が問題を起こすたびに毎回頭を痛めているが、最終的には東たちを認めた。
佐藤俊之
演 - 三上市朗
体育教師。ラグビー部と男子新体操部の顧問を掛け持ちしていたが、新体操部の方はほとんど放ったらかし状態にしていた。そのため柏木が後任になることもすんなり了承した。
小林秀明
演 - 茂木淳一
国語教師。
谷村香織
演 - 小野麻亜矢
物理教師。

### 鷲津学院
鶴見暁彦
演 - 中土居宏宜
高校3年生。強豪・鷲津学院男子新体操部キャプテンにしてエース。悠太の中学時代の同級生でライバル。当初は烏森高校・男子新体操部を「素人集団」と侮辱していたが、メンバーが揃い、力をつけてきた彼らを多少は認めるような発言をしている。新体操に対する情熱は悠太と同様深く、勝ちにこだわる人物。
石島淳
演 - 相馬圭祐
男子新体操部員。鶴見同様に航たちをバカにしている。筋の通った鶴見とは逆に卑怯で陰湿な性格。偶然、水沢の秘密を立ち聞きしたことでニヤケ笑いをし、水沢がコンプレックスを抱いていることを知りながら周りにそのことを吹聴して笑い者にするなど傲慢で卑劣な行動も平然と行う。第10話では鶴見から「あいつ（１年の代表）の方がおまえより上手い」と非情な宣告を受けて関東大会のレギュラーから外されてしまう。
中村
演 - 近江谷太朗
男子新体操部のコーチ。
1話の試合で内村航平がカメオ出演している。

### その他
東奈都子
演 - 大塚寧々
航の母親。38歳。女手ひとつで航を育てつつ洋食店「カモメ」を営んでいる。いつも着物を着ており、看板メニューはオムライス。航の自主性を尊重して見守るが、いざという時は的確な助言を送る。淡白な性格と懐の深さから、男子新体操部部員からも慕われている。また、チンピラ数人程度ではわけもないほどの腕っ節の強さを誇り。、それは航にも受け継がれている。泰久とは学生時代に交際していたが、泰久の父親から別れるよう頼まれて身を引いており、父親がいることは航にも隠していた。金子は親子について「突然変異」と言っていたが東を叱り飛ばすのを見て「やぽあり親子だ」と改めている。
田代茂雄
演 - 佐藤二朗
奈都子の店の近くで八百屋を営む男性。奈都子に想いを寄せているが、奈都子からはただのご近所さんとしか思われておらず、想いは常に空回りしている。航にも気さくに話しかけるが、鬱陶しがられている。

### ゲスト

#### 第1話
青山康弘
演 - 佐野憲彦
烏森男子新体操部の数少ない初期メンバーの一人であったが、受験に備え学業に専念するため、航と入れ替わる形で退部した。

#### 第2話
北川
演 - 高橋努
赤羽の知り合いのヤクザ。どのような経緯で赤羽と知り合ったかは不明。手下を従え、夜な夜な窃盗団まがいの行為をしている。航を鉄パイプで殴ろうとしたところを権藤に止められ半殺しにされた。
権藤
演 - 木下ほうか
北川の所属する組の上司。北川を畏怖させるほどの恐ろしさを見せる。自分に隠れて自動車泥棒をした北川を半殺しにする。航を自身の組に誘うが断られた。
日暮里雛子
演 - 荒井萌（第3話）
圭児の妹。家では主に家事を受け持ち、なかなかの料理の腕前を持つ。

#### 第3話
緑川
演 - 山根和馬
三浦工業高校の不良生徒。カラ校の頭である航とはお互いに知り合いで、航曰く「生意気な奴」。ひとり帰る途中で、赤羽に挑発される。しかえしとして、ひとりの木山を仲間を募って襲うが警察が駆け付けたため退散する。
日暮里克之
演 - 桜井聖
圭児の父。

#### 第4話
河野隆
演 - 椎名鯛造
木山が中学時代に毎日連れ立っていた親友。他校の不良との喧嘩の際、木山を庇って鉄パイプで背中をやられ命を落とす。小説では十人以上のチーマーから逃げている途中に喘息の発作を起こして倒れたことで亡くなっている。この過去が木山にとって最大のトラウマとなっていた。
河野典子
演 - 粟田麗
隆の母親。航に説得され、木山が隆の墓場に来た際に息子と仲良くなってくれたことを感謝しており、隆の分までたくましく生きるよう叱咤激励する。

#### 第5話
高杉直哉
演 - 神保悟志
帝都大学のコーチ。就任後、大学7連覇を達成するなど新体操界きっての名将。合宿では航らに雑用をさせているだけにしか見えなかったが、それは基礎が出来ていない彼らを思っての指導であり、最後は航らを「根性のあるいい選手」と評した。また、個人競技に固執する火野に対しては、演技を一目見て重大な欠点があることに気づき忠告する。航に「ジジイ」と呼ばれていた。漫画版では関西弁でしゃべっている。
火野雅治
演 - 升毅（第6話、第7話）
哲也の父親。器械体操の元オリンピック選手で現在は日本代表選手のコーチ。次男の哲也に対し、兄と比べられるのが嫌で新体操に逃げた「臆病者」と断じていたが、哲也の演技を見て考えを改め、息子の努力と、新体操に対する情熱を認めた。

#### 第7話
小野寺泰久
演 - 加藤雅也
航の父親。地元の名士である父親が奈都子に別れるよう頼んだという真実を聞き、奈都子の行方を捜したが見つからなかった。自身は重病でホスピスに入院しており、奈津子との久々の再会と航との初対面を果たす。素気なく無愛想で航に対しては無気力で嫌悪感を抱かれていたが、心の底では大切な息子だと航のことを見守っていた。県予選大会を見に行くという航との約束を果たせぬまま亡くなる。

#### 第8話
大八木誠
演 - 音尾琢真
東たちが探し出してきた外部コーチ。しかし指導していた演技は昨年の入賞校の演技をそっくりそのまま教えていたことが判明。金目当てと航らをバカにした発言をしたため、激昂した柏木に殴られた。唯一の新体操経験者で実際の指導にも参加している。
町田
演 - 中河内雅貴（第9話）
烏森高校ダンス部部長。柏木から男子新体操部へのダンス指導の要請を受けるも不良とはかかわりたくないために断るが、のちに協力する。
矢代孝一
演 - 佐野和真（少年期：高野洸）（第9話）
航たちのクラスにやってきた転校生。金子の小学生時代の友人で、金子が唯一タメ語で話す友人でもある。当時は快活だったが、中学時代にやっていない万引きの罪を疑われ、友人たちが離れたことから人間不信になり不良となった。赤羽の差し金で男子新体操部を潰すため航たちに近づき、喫煙によるボヤ騒ぎやオヤジ狩りの罪を着せようとする。しかし金子が昔の姿に戻ってほしいと必死に矢代を庇っているのを聞き罪を認め、また大技に挑む金子を励ました。結局は退学処分となってしまったが、最後は赤羽に気をつけるよう航に忠告した。
三浦工業高校の不良生徒(本名不明)
演 - 林チカラ（第8話）
三浦工業高校の不良生徒。航に喧嘩の申し入れをするが断られる。また、一緒にいた亮介と日暮里の2人にも同様に断られる。断られてもなお航たちを追うが、待ち伏せをしていた木山から足止めを食らった。終盤に再登場。今度は白峰と紺野に喧嘩の申し入れをするが、その場に遭遇した赤羽に頭突き倒された。

#### 第9話
杉原美智子
演 - 円城寺あや（第10話、最終話）
新体操協会会長。再三にわたり烏森高校男子新体操部の大会への出場辞退を勧めるが、柏木たちの必死な願いを受け、江崎に「クソババァ」呼ばりされて「格式だの印象だのそんなこと言ってるから男子新体操の競技人口が減る」と言い返され、出場を許可する。

## スタッフ
- 音楽 - 和田貴史、羽岡佳、石坂慶彦
- 主題歌 - Honey L Days「まなざし」(avex trax)
- 協力 - 財団法人日本体操協会、国士舘大学新体操部
- 企画協力 - DHE
- チーフプロデューサー - 加藤章一
- プロデューサー - 新井順子、米田理恵
- 製作 - ドリマックス・テレビジョン、TBSテレビ

## 放送日程
| 話数                                                          | 放送日         | サブタイトル | 脚本              | 演出       | 視聴率 |
| ------------------------------------------------------------- | -------------- | --- | ----------------- | ---------- | ------ |
| 第1話                                                         | 2010年 4月17日 | 新体操は女子だけのものじゃない! 学校一の不良高校生が、男子新体操で奇跡を起こす… 夢に向かって熱く生きる男達の 笑いと涙の青春スポ根ドラマが、いよいよ今夜始まる | 江頭美智留        | 松田礼人   | 10.5%  |
| 第2話                                                         | 4月24日        | 男子新体操部、廃部の危機!? 崩壊する仲間との絆 | 江頭美智留 渡辺啓 | 倉貫健二郎 | 8.8%   |
| 第3話                                                         | 5月1日         | 友と家族に捧げた涙の倒立… | 清水友佳子        | 松田礼人   | 6.9%   |
| 第4話                                                         | 5月8日         | 暴かれた秘密…迫りくる病魔 | 清水友佳子        | 倉貫健二郎 | 6.8%   |
| 第5話                                                         | 5月15日        | 失われた信頼…汗と涙の合宿 | 渡辺啓            | 松田礼人   | 7.0%   |
| 第6話                                                         | 5月22日        | 壁を乗り越えろ!! 衝撃の告白 | 清水友佳子        | 浜弘大     | 7.6%   |
| 第7話                                                         | 5月29日        | 絆が繋ぐ…県大会への架け橋 | 清水友佳子        | 倉貫健二郎 | 7.2%   |
| 第8話                                                         | 6月5日         | さようなら…カラ高新体操部 | 渡辺啓            | 松田礼人   | 7.4%   |
| 第9話                                                         | 6月12日        | 飛べ!! 失われた友情のために | 江頭美智留        | 浜弘大     | 7.7%   |
| 第10話                                                        | 6月19日        | 夢を信じてあきらめない…新体操部の熱き闘い | 清水友佳子        | 倉貫健二郎 | 4.0%   |
| 最終話                                                        | 6月26日        | 男子新体操が生んだ夢と希望の奇跡 | 渡辺啓 江頭美智留 | 松田礼人   | 7.6%   |
| 平均視聴率 7.4%（視聴率はビデオリサーチ調べ、関東地区・世帯） |                | |                   |            |        |

## 備考
- この番組限定のCMとして、コカ・コーラ提供の『爽食卓』というミニ番組的なCMが放送された（提供クレジットは『爽食』名義）。内容は、『爽』の漢字を象った食卓で様々なゲストがトークを繰り広げるというもの（早送りの部分は『ペチャクチャ』などといった、漫画で使われる擬音表記がなされている）である。ナレーターは岡本玲が担当。最終話は岡本が山本とともに顔出し出演した。
  - このインフォマーシャルは、2010年夏季のシリーズ『ハンマーセッション!』でも継続された。
- 劇中で高校生が喫煙する場面が放映されているため、本編終了後、視聴者への注意喚起を訴えるテロップが表示されていた。
- 山陰放送は2010年6月19日に『2010 FIFAワールドカップ日本×オランダ』（テレビ朝日）の中継をしたため、第10話は2010年6月24日19:00からの遅れ放送を行った[3]。
- 第10話は2010 FIFAワールドカップ 日本×オランダが裏番組だったことから4.0%（関東地区、ビデオリサーチ）と同枠及び2010年のゴールデンタイムの連続ドラマの最低視聴率を記録した。

## DVD
- 「タンブリング 〜初回2時間スペシャル・エディション〜」（2010年6月23日発売、TCエンタテインメント）
- 「タンブリング コンプリートBOX」（2010年9月3日発売、TCエンタテインメント）

## 書籍
ドラマ開始に先駆けて、漫画連載（コミカライズ）、小説化された。
漫画
講談社の漫画雑誌「なかよし」にて、2010年5月号から7月号まで連載。原作：米井理子、作画：水上航。単行本はKCデラックスより6月4日に発売（ISBN 978-4-063-64269-8）。内容、物語の展開共にドラマ版とは若干異なる。
小説
2010年4月5日に幻冬舎から発売。著者は米井理子（ISBN 978-4-344-41448-8）。
なお、原作の米井理子は、プロデューサーの米田理恵と新井順子の漢字をそれぞれ組み合わせた共同ペンネームである。
写真集（タンブリング公式写真集）
書籍名：「タンブリング〜青春DAYS〜」、2010年6月4日に主婦と生活社から発売。
山本、瀬戸、三浦、大東、西島、冨浦、柳下、賀来、タモト、中土居を加えた10人が語るソロインタビューや、スペシャルクロストークなどが収められている。
| TBS系 土曜20時枠連続ドラマ                                 | TBS系 土曜20時枠連続ドラマ             | TBS系 土曜20時枠連続ドラマ                    |
| 前番組                                                     | 番組名                                 | 次番組                                        |
| ---------------------------------------------------------- | -------------------------------------- | --------------------------------------------- |
| ブラッディ・マンデイ （Season2） （2010.1.23 - 2010.3.20） | タンブリング （2010.4.17 - 2010.6.26） | ハンマーセッション! （2010.7.10 - 2010.9.18） |

## 舞台
2010年9月に舞台版が上演。ドラマから5年後のストーリーを描いており、主人公は教師になった木山龍一郎（大東俊介がドラマと同じ役を演じた）。また2011年はドラマから10年後の設定でVol.2が上演（ドラマキャストの出演はなし）。
2012年はドラマから3年後のストーリーで大学生になった水沢拓（柳下大 がドラマと同役）が主人公のVol.3が上演。
2013年は新人教師を中心に描かれるVol.4が上演（ドラマキャストの出演はなし）。2014年はドラマから舞台へと続いた「タンブリング」のファイナル作品として上演、ドラマ版と同じ烏森高校が舞台となる。ドラマキャストの出演はないが金子の弟が登場する。

### 舞台 タンブリング
2010年9月9日から9月14日に東京、10月2日から10月4日まで大阪にて上演。主演は大東俊介。教師となった木山龍一郎を主人公に、ドラマから5年後が描かれる。ドラマにゲスト出演した中河内と相馬は舞台では別の役柄を演じる。東京公演のみ、ドラマのキャストが各公演ごとにシークレットゲストとして出演した。2010年12月22日にDVDが発売。
- 東京公演：赤坂ACTシアター、2010年9月9日 - 14日
- 大阪公演：サンケイホールブリーゼ、2010年10月2日 - 4日

#### キャスト
- 木山龍一郎 - 大東俊介
- 金子敦 - タモト清嵐
- 川本修 - 良知真次
- 土井亮 - 中河内雅貴
- 平野雄貴 - 菅田将暉
- 草加一真 - 相馬圭祐
- 泉水清彦 - 細貝圭
- 山辺翔 - 荒木健太朗（studio Life）
- 星光輝 - 三上俊（studio Life）
- 海流寺幸次郎 - TETSU（Bugs Under Groove）
- 林 - 古川洋介
- 森 - 陳内将
- ジョージ - ジョーイ・ティー

#### スタッフ
- 脚本 - 江頭美智留、吉谷光太郎
- 演出・振付 - 増田哲治（TETSUHARU）
- 主題歌 - Honey L Days「まなざし」(avex trax)
- 企画・主催 - TBS、ドリマックス・テレビジョン、DHE、MBS（大阪公演のみ）

### 舞台 タンブリング vol.2
主演は前作に出演した菅田将暉であるが、今回は役柄が異なる。また、ジョーイ・ティーと良知真次も前作に引き続きの出演であるが、菅田と同じく異なる役柄での出演となっている。
- 東京公演：赤坂ACTシアター、2011年5月18日 - 22日
- 名古屋公演：御園座、2011年5月27日 - 29日
- 大阪公演：シアターBRAVA!、2011年6月3日 - 5日
- 東京凱旋公演：東京国際フォーラムホールC、2011年7月2日 - 3日

#### キャスト
- 日向勝吾 - 菅田将暉
- 水原護 - 千葉雄大
- 龍木将斗 - 鎌苅健太
- 土田孝之 - 平間壮一
- 月野孔太 - 水田航生
- 北島ツトム - ジョーイ・ティー
- 南裕紀 - 鮎川太陽
- 月野楓 - 上間美緒
- 金村翔太郎 - 鍵本輝
- 不知火友哉 - 良知真次
- 日向秀利 - 植木豪

#### スタッフ
- 脚本 - 岡本貴也、江頭美智留
- 演出・振付 - 増田哲治（TETSUHARU）
- 主題歌 - Honey L Days「まなざし」(avex trax)
- 企画・主催 - TBS、ドリマックス・テレビジョン、DHE、MBS（大阪公演のみ）

### 舞台 タンブリング vol.3
主演はドラマ版で水沢拓を演じた柳下大。ドラマから3年後、大学生となった水沢を主人公に彼が新体操を続けている設定で描くオリジナルストーリー。
- 東京公演：東京国際フォーラムホールC、2012年8月8日 - 12日
- 大阪公演：シアターBRAVA!、2012年8月17日 - 19日
- 東京凱旋公演：赤坂ACTシアター、2012年9月21日 - 23日

#### キャスト
- 水沢拓 - 柳下大
- 木下遼 - 馬場徹
- 月岡悠人 - 佐々木喜英
- 日吉洪太 - 木戸邑弥[9] / 鍵本輝（Lead）（凱旋公演のみ）[10]
- 南健吾 - 春川恭亮
- 金崎愁二 - 青柳塁斗
- 火ノ原利春 - 延山信弘
- 土橋晃 - 志尊淳
- 夏木正志 - 土屋シオン
- 西村幹雄 - 浅香航大
- 東野沙織 - 江田結香
- 北嶋薫 - 新垣里沙
- 春山一樹 - 石井正則

#### スタッフ
- 脚本 - 広田光毅
- 演出・振付 - 増田哲治（TETSUHARU）
- 主題歌 - Honey L Days「まなざし」(avex trax)
- 挿入歌 - Honey L Days「Message」(avex trax)
- 企画・主催 - TBS、ドリマックス・テレビジョン、DHE

### 舞台 タンブリング vol.4
主演は熱血新人教師を演じる中尾明慶。
- 東京公演：赤坂ACTシアター、2013年8月1日 - 4日、13日 - 19日
- 大阪公演：シアターBRAVA!、2013年8月31日 - 9月1日

#### キャスト
- 日比野朗 - 中尾明慶
- 木庭輝樹 - 武田航平
- 山南竜夫 - 佐野岳
- 土門健介 - 聖也
- 金沢勉 - 池岡亮介
- 観月耕二郎 - 安川純平
- 火村勇馬 - 鈴木勝大
- 北河いぶき - 森田涼花
- 祝日出雄 - 佐香智久 / 中村誠治郎 （Wキャスト）
- 清水潤 - 戸谷公人
- 坂東将門 - 滝口幸広
- 四季かなで - 彩吹真央

#### スタッフ
- 脚本 - 広田光毅
- 演出・振付 - 増田哲治（TETSUHARU）
- 主題歌 - Honey L Days「まなざし」(avex trax)
- 企画・主催 - TBS

### 舞台 タンブリング FINAL
主演は松下優也、部活助っ人として新体操部に入部する。
- 横浜公演：KAAT神奈川芸術劇場、2014年6月7日 - 8日
- 大阪公演：シアターBRAVA!、2014年6月28日 - 29日
- 東京公演：赤坂ACTシアター、2014年7月16日 - 21日

#### キャスト
- 望月宙（史上最強の部活助っ人） - 松下優也
- 火賀淳平（烏森高校新体操部部長） - 須賀健太
- 伊東尚人 - 塩野瑛久
- 水野和博（新体操部員） - 吉村卓也
- 土浦勝 - 加藤真央
- 金子亮太 - 廣瀬智紀
- 本木太一（新体操部員） - 菅谷哲也
- 春日悟 - 百瀬朔
- 北村真奈美（烏森高校養護教員） - 増田有華
- 西井雅也（新体操部の顧問教師） - 荒木宏文
- 南雲晴香（女子新体操部監督） - 愛華みれ

#### スタッフ
- 脚本 - 広田光毅
- 演出・振付 - 増田哲治（TETSUHARU）
- 主題歌 - Honey L Days「まなざし」(avex trax)
- 挿入歌 - Honey L Days「光の射す方へ」(avex trax)
- 企画・主催 - TBS、ドリマックス・テレビジョン、ドリームプラス、tvk

### 舞台 タンブリング2020（中止）
新型コロナウイルス感染症の流行の影響で、下記の公演は中止になった。ただし、グッズの販売は行われた。
- 東京公演：赤坂ACTシアター、2020年4月19日 - 29日
- 大阪公演：COOL JAPAN PARK OSAKA、2020年5月9日 - 10日

#### キャスト
- 野村朔太郎 - 高野洸
- 北島晴彦 - 西銘駿
- 古賀大輔 - 元木聖也
- 岩崎亮 - 納谷健
- 白井幹太 - 本田礼生
- 岩崎和寛 - 加藤将
- 荻原五郎 - 北乃颯希
- 吉田健二 - 野口準
- 鈴木昌平 - 宇佐卓真
- 谷慎太郎 - 西野太盛
- 井上正也 - 梶原颯
- ディーン飛鳥 - バーンズ勇気

#### スタッフ
- 脚本 - 渡辺啓
- 演出 - 中屋敷法仁
- 企画・主催 - 舞台『タンブリング』2020 製作委員会

### 舞台 タンブリング2021
キャストは中止となった公演から続投している者が多いが、交代した者もいる他、納谷健の役が岩崎亮から岩崎達寛に変更。
- 大阪公演：COOL JAPAN PARK OSAKA、2021年6月11日 - 13日
- 東京公演：赤坂ACTシアター、2021年6月17日 - 24日

#### キャスト
- 野村朔太郎 - 高野洸
- 北島晴彦 - 西銘駿
- 古賀大輔 - 元木聖也
- 岩崎達寛 - 納谷健
- 荻原五郎 - 北乃颯希
- 吉田健二 - 廣野凌大
- 谷慎太郎 - 西野太盛
- 井上正也 - 梶原颯
- ディーン飛鳥 - バーンズ勇気
- 鈴木昌平 - 綱啓永
- 白井幹太 - 蒼木陣
- 岩崎和寛 - 長妻怜央

#### スタッフ
- 脚本 - 渡辺啓
- 演出 - 中屋敷法仁
- 主催 - 2021 舞台『タンブリング 』製作委員会

## 関連番組
- 「カルピスソーダ学園」”男子新体操部”―オンエア開始日 2008年4月2日